# Gallirallus wakensis
Gallirallus wakensis е изчезнал вид птица от семейство Rallidae. Обитавала е САЩ и Малки далечни острови на САЩ.

## Разпространение
Видът е бил разпространен в Малки далечни острови на САЩ и САЩ.